# Nevralgia pós-herpética
Nevralgia pós-herpética são dores nos nervos resultantes de lesões a uma nervo periférico causadas pela reativação do vírus varicela-zoster. A doença é a mais comum complicação a longo prazo da herpes zoster. Geralmente a dor está confinada a uma área da pele inervada por um único nervo sensorial (dermátomo). A nevralgia pós-herpática define-se como a nevralgia dermatomal que persista durante mas de 90 dias após um surto de herpes zoster que tenha afetado o mesmo dermátomo.